# Кубенко, Вениамин Дмитриевич
Кубенко Вениамин Дмитриевич (род. 19 июля 1938, г. Фастов, Киевская область, Украина) — советский ученый-механик. Доктор физико-математических наук (1977), профессор (1983), академик НАНУ (2003), академик Европейской академии наук и искусств (2021). Заслуженный деятель науки и техники Украины (2009).

## Биография
Окончил Киевский университет (1960). После этого работал в Институте математики АН УССР; с 1962 — в Институте механики НАНУ. С 1977 года — заведующий отделом теории колебаний, в то же время с 1986 — заместитель директора по научной работе.

## Научная деятельность
Исследовал динамические процессы в механике сплошных сред. Занимался теорией нестационарной гидроупругости оболочек; ударным взаимодействием твердых и деформируемых тел со средой; колебаниями упругих оболочек с жидкостью; движением твердых и газообразных частиц в жидкости при вибрации; дифракцией упругих и акустических волн в многосвязных средах; динамикой суперкавитационного движения тела в жидкости.

## Награды
- Республиканская премия им. Н. Островського (1970).
- Государственная премия УССР в области науки и техники (1986).
- Премия имени А. Динника НАН Украины (1998).
- Премия имени О. Антонова НАН Украины, (2010).
- Премия имени С.Тимошенка НАН Украины, (2021).

## Научные труды
- Дифракция упругих волн (1978, соавторство).
- Нестационарное взаимодействие элементов конструкций со средой. (1979).
- Проникание упругих оболочек в сжимаемую жидкость (1981).
- Методы расчета оболочек: В 5 томах. Том 5. Теория нестационарной аэрогидроупругости оболочек (1982, соавторство).
- Гидроупругость систем оболочек (1984, соавторство).
- Нелинейное взаимодействие изгибных форм колебаний цилиндрических оболочек (1985, соавторство).
- Пространственные задачи теории упругости и пластичности: в 5 томах. Том 5. Динамика упругих тел (1986, соавторство).
- Динамика упругогазожидкостных систем при вибрационных воздействиях (1988, соавторство).
- Динамика сферических тел в жидкости при вибрации (1989, сщавторство)
- Нелинейные колебания цилиндрических оболочек  (1989, соавторство)
- Динамика тел, взаимодействующих со средой 1991, соавторство)
- Нелинейная динамика осесимметричных тел, несущих жидкость (1992, соавторство).
- Механика композитов: В 12 томах. Том 9. Динамика элементов конструкций (1999, соавторство).
- Успехи механики: В 6 томах. Том 3. Динамика систем оболочек, взаимодействующих с жидкостью (2007, соавторство).
- Impact interaction of cylindrical body with a surface o cavity during supercavitation motion in compressible liquid // J. Fluids and Structures (2009, Vol. 25, соавторство).